# Station Chruszczobród
Station Chruszczobród is een spoorwegstation in de Poolse plaats Chruszczobród.